# 넬레 노이하우스

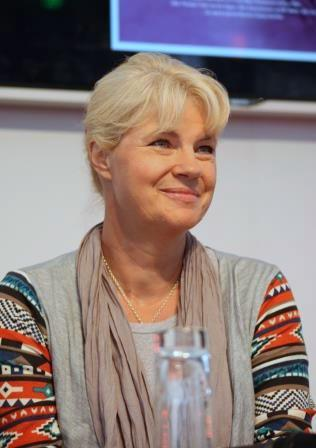
넬레 노이하우스

코넬리아 노이하우스(독일어: Cornelia Neuhaus, 1967년 6월 20일 ~ )는 독일의 작가이다.

## 생애와 활동
1967년 독일 뮌스터에서 태어났다. 법학, 역사학, 독문학을 전공하고 대학을 졸업한 후에는 광고회사에서 근무했다. 결혼 후 남편의 소시지 공장에서 일하다가 틈틈이 미스터리 소설을 집필했고, 자비로 출판하기 시작했다. 그러던 중 《사랑받지 못한 여자》를 시작으로 ‘타우누스 시리즈’가 인기를 모으면서 베스트셀러 작가가 되었다. 그중에서도 시리즈 네 번째 작품인 《백설공주에게 죽음을》은 출간된 지 사흘 만에 독일 아마존 베스트셀러에 오르고 32주 동안이나 판매 순위 1위를 기록하는 등 뜨거운 사랑을 받았다. 전 세계 14개국에 번역 출간된 이 작품은 그동안 뻔한 미스터리 스릴러에 질려 있던 한국 독자들에게 신선한 충격을 주며 2011년 최고의 베스트셀러가 되기도 했다. 이후 발표한 다섯 번째 작품인 《바람을 뿌리는 자》 역시 출간되자마자 판매 순위 1위에 오르며 식지 않은 인기를 과시했다. 독일에서 가장 사랑받는 미스터리 시리즈인 타우누스 시리즈의 다른 작품으로는 《너무 친한 친구들》 《깊은 상처(근간)》가 있다. 저자는 현재 타우누스 시리즈의 여섯 번째 작품을 준비하고 있다.